# Calling All Girls
«Calling All Girls» — песня английской рок-группы Queen с альбома Hot Space. Написана Роджером Тейлором. Песня вышла в качестве сингла с песней «Put Out the Fire» на стороне «Б» в Австралии, Канаде, Новой Зеландии и США.

## Песня
Песня стала первой из написанных Роджером Тейлором, выпущенных в виде сингла, хоть и не во всех странах.
Тейлор сочинил эту песню для своей гитары Fender Stratocaster, и играл на ней некоторые части песни. Также он играл на ударных, ещё двух гитарах и маримбе. Брайан Мэй играл партию на электрогитаре Red Special, Джон Дикон на бас-гитаре Fender, а Фредди Меркьюри исполнял вокал песни.

## Видеоклип
Видеоклип к песне снял режиссёр Брайан Грант. Клип снимался в июле 1982 года. Видео сделано под впечатлением от фильма Джорджа Лукаса «THX 1138», и в клипе повторяется сюжет фильма.
Действие происходит в мире, где всем управляют роботы, а люди их рабы. Все участники группы работают на них, однако Меркьюри отказывается это делать, и они убегают. Однако скоро он становится захваченным, над ним проводят опыты, бьют палками и сажают в клетку. В конце концов остальные музыканты приходят к нему на помощь, освобождают его, и вместе они уничтожают роботов.
Кадры из клипа использовались в видео к песне «The Show Must Go On».